# Los chicos del ferrocarril
Los chicos del ferrocarril —cuyo título original es The Railway Children— es un libro infantil de la escritora Edith Nesbit, escrito en inglés, originalmente serializado en "The London Magazine" durante 1905 y publicado por primera vez en forma de libro en 1906. Ha sido adaptado para la pantalla en varias ocasiones, de las cuales la versión de la película de 1970 es la más conocida.

## Trama
La historia trata de una familia que se desplaza a una casa cerca de las vías del tren, después de que el padre, que trabaja en la oficina de Relaciones Exteriores, es encarcelado tras ser acusado falsamente de espionaje. Los niños se hacen amigos de un caballero anciano que toma regularmente el tren de las 9:15 cerca de su casa. Él es finalmente capaz de ayudar a probar la inocencia de su padre, reuniendo finalmente a la familia. 
El tema de ser un inocente falsamente encarcelado por espionaje y finalmente vindicado podría haber sido influenciado por el caso Dreyfus, que era una noticia importante en todo el mundo unos pocos años antes de que el libro fue escrito. Y el exilio ruso, perseguido por los zares para escribir "un hermoso libro sobre los pobres y cómo ayudarlos" y, posteriormente, ayudado por los niños, lo más probable es una amalgama de los disidentes en la vida real Sergio Stepniak y Piotr Kropotkin que eran amigos de la autora.

## Adaptaciones
La historia ha sido adaptada para la pantalla en seis ocasiones hasta la fecha, incluyendo cuatro series de televisión, una película y una película hecha para la televisión.

### BBC Radio dramatización
La historia fue adaptada para la radio por Marcy Kahan y producido por John Taylor. Está protagonizada por Paul Copley, Timothy Bateson y Victoria Carling y fue escuchada por primera vez en 1991. El audio está disponible en CD.

### BBC Series de televisión
La historia fue adaptada como serie de televisión cuatro veces por la BBC. La primera de ellas, en 1951, fue de 8 episodios de 30 minutos cada uno. A continuación, una segunda adaptación fue producida, volviendo a utilizar algunos recursos de la película de la serie original, pero también contenía nuevo material con ligeros cambios del elenco. Esto tuvo 4 episodios de 60 minutos cada una.
La BBC realizó de nuevo la historia con una serie de 8 episodios en 1957 y de nuevo en 1968. La adaptación de 1968 se colocó 96 º en el  BFI's 100 Greatest British Television Programmes de la encuesta del 2000. Es protagonizada por Jenny Agutter como Roberta y Gillian Bailey como Phyllis. De todas las adaptaciones de TV, sólo la versión de 1968 se sabe que es existente (que está disponible en DVD actualmente), y el resto se puede perder.

### Película
Después de la exitosa escenificación de la BBC de 1968, los derechos de la película fueron comprados por el actor Lionel Jeffries, quien escribió y dirigió la película, estrenada en 1970. Jenny Agutter y Dinah Sheridan actuaron en la película. La música fue compuesta, arreglada y dirigida por Johnny Douglas.

### Versión del 2000
En octubre de 1999, ITV hizo una nueva adaptación, como una película hecha para la televisión. Esta vez, Jenny Agutter desempeñó el papel de la madre. Otros en la película son Jemima Rooper, Jack Blumenau y JJ Feild. El ferrocarril filmado fue el Bluebell Railway utilizando algunas de las máquinas de vapor del ferrocarril y material rodante NBR C Class 0-6-0 "Maude", del Bo'ness y el Kinneil Railway.

### Otras versiones
En 2005, el musical de la etapa fue presentada por primera vez en Sevenoaks Playhouse en Kent, Reino Unido, con un reparto que incluye Are You Being Served, con Nicholas Smith como el viejo caballero, Paul Henry como Perks y Susannah Fellows como la madre. La música es de Richard John y libreto y letras de Julian Woolford. La puntuación fue grabada por los registros TER / JAY y el musical es publicado por Samuel francés Ltd.
Una nueva adaptación teatral escrita por Mike Kenny y dirigida por Damian Cruden fue puesta en escena en 2008 y 2009 en el Museo Nacional del Ferrocarril de York. La adaptación protagonizada por Sarah Quintrell, Colin Tarrant y Marshall Lancaster (sólo en 2008), contó con una locomotora de vapor individual Stirling (GNR 4-2-2 N º 1) que, aunque no realmente en vapor, entró en la etapa en las vías que conducen inicialmente en la estación de mercancías de York, en el que parte del museo está situado en el hall de la estación. El escenario fue construido en el interior de una gran tienda de campaña instalada fuera de la estación de mercancías, que es generalmente reservada para algunas de las locomotoras de trabajo del museo. El proyecto fue creado por el Teatro Real de York, e involucró a sus miembros más jóvenes (Youth teatro) en la producción.

### Presunto plagio
En 2011, Nesbit fue acusada de copiar la trama del libro de The House by the Railway de Ada J. Graves, un libro publicado por primera vez en 1896 y por entregado en una revista popular en 1904. En ambas obras, las aventuras de los niños tienen notables similitudes. En el clímax, los  personajes de Nesbit usan enaguas rojas para detener el tren, mientras que en el de Graves lo hacen con una chaqueta roja.
- Datos: Q969970
- Multimedia: The Railway Children / Q969970